# Télé (Mali)
Pour les articles homonymes, voir Télé.
Télé est une commune du Mali, dans le cercle de Goundam et la région de Tombouctou, à 20 km au nord de Goundam.

## Géographie
La commune se situe à proximité du lac Télé.
La communauté de communes regroupe : Bougoumeira, Dendéguère, Fatakara, Hangabéra (centre administratif).